# Convento de San Julián de Piérola (Campezo)
El convento de San Julíán de Piérola (con o sin tilde) es un antiguo convento franciscano ubicado en el despoblado de Piédrola, perteneciente al concejo de Santa Cruz de Campezo, situado en el municipio de Campezo, en la provincia de Álava, País Vasco (España).

## Contexto
Se encuentra a las afueras del concejo de Santa Cruz de Campezo, camino a Oteo. Está ubicado en el despoblado de Piédrola, del concejo de Santa Cruz de Campezo. Fue uno de los solares de mayor importancia en Álava, junto a los de los Mendoza o los Guevara. Tuvo influencia en la creación de Santa Cruz de Campezo, que fue alternando dominio entre Castilla y Navarra. Durante el siglo XV y XVI el convento adquirió importancia, como zona fronteriza durante las guerras carlistas. Fue sede las juntas de las hermandades de Campezo.

## Historia

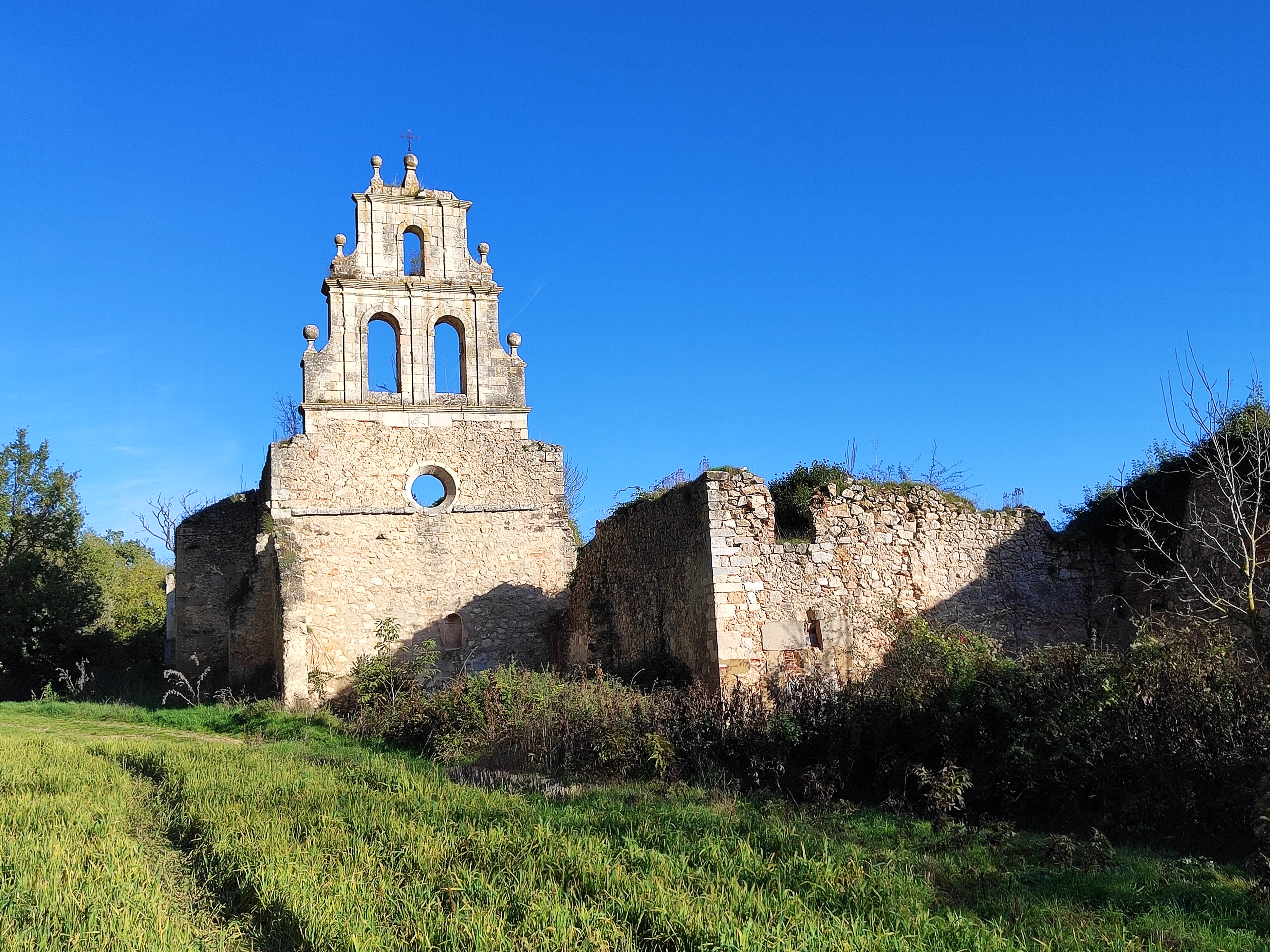
Convento de Pierola

### Antecedentes
La referencia más antigua data de 1085 cuando aparece Don Sancho Fortuniones de Piedrola. En 1165 se cita como fortaleza en el fuero de Laguardia y en 1182 en el de Antoñana. Según anotaciones de Gerardo López de Gereñu, que cita el Fuero de Santa Cruz de 1256, en sus inmediaciones, en el camino hacia la villa de Antoñana, existía una ermita que originariamente se conoció como de Nuestra Señora de los Ángeles. Cuando en el siglo XV se empieza a citar el convento, se le cambió el nombre de Santa María de Los Ángeles por el de San Julián de Piedrola y Landázuri lo cita en 1797 como de «San Francisco de Piedrola». Como "solar de Piedrola" se cita en 1332 en el documento de la Voluntaria Entrega.

### Convento
El convento de Pierola o Piedrola, también denominado de San Juan, San Julián o de San Francisco de Piedrola, fue fundado en el siglo XV por donación de Lope de Rojas y Lara, señor de Santa Cruz de Campezo. Como convento franciscano puede darse por fundado en 1484, fecha en que se dieron las Bulas. En 1556 tenía ocho frailes y se le denomina en el acta de Visita "Convento de San Julián de Piérola". Las obras emprendidas en los siglos XVII y XVIII le permitían albergar a fines de éste a veinticuatro frailes profesos, cuatro legos, dos criados y un donado.

Tras aprobar el gobierno liberal la ley de Desamortización de Mendizábal, en 1835, los frailes franciscanos fueron desalojados del convento de Piérola. Se abandonó en 1837. Fue adquirido por la Diputación en 1949?,quien lo subastó, siendo hoy día propiedad particular, en un estado avanzado de destrucción.

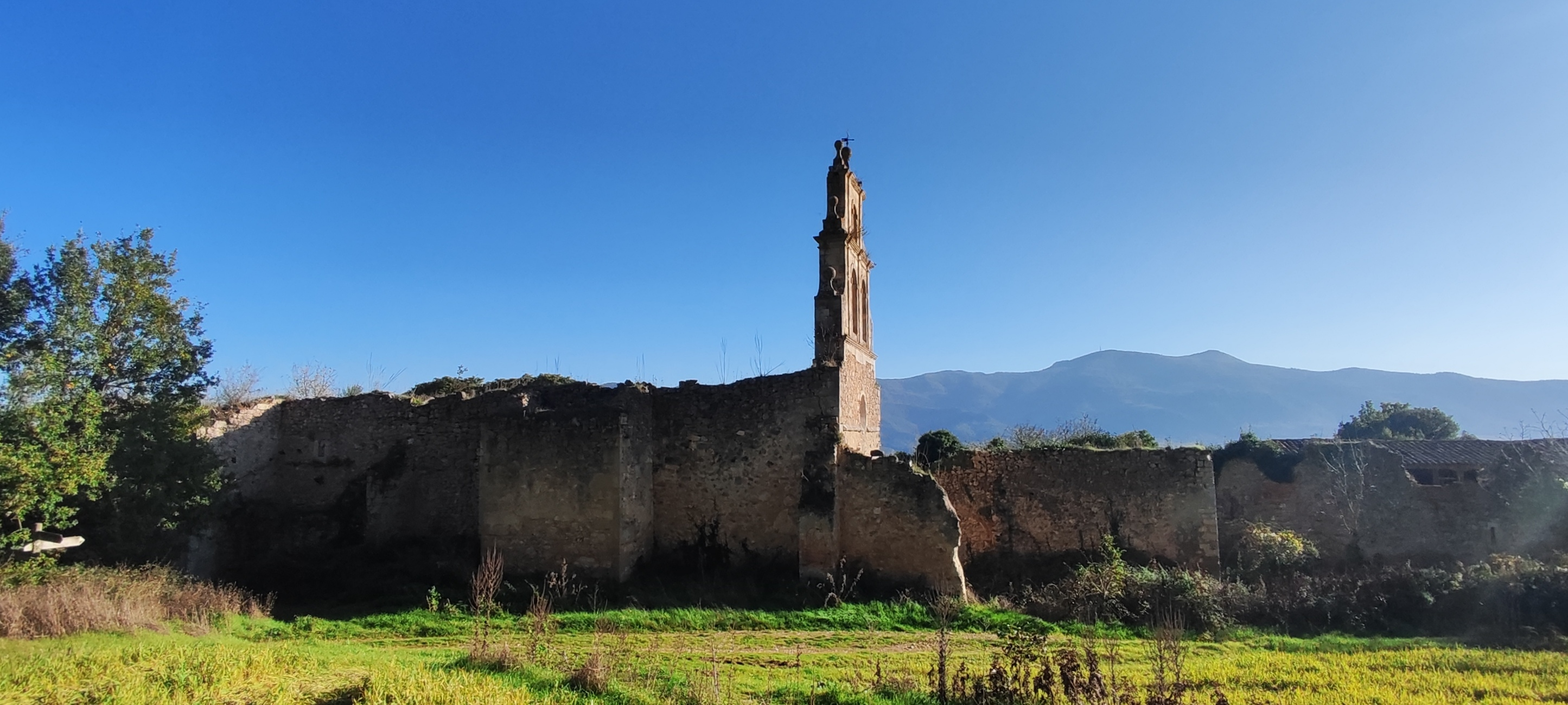
Convento de Pierola, vista lateral con la Sierra de Codés al fondo

## Descripción
Exterior
Se conservan parte de la torre y los muros, la espadaña es de estructura barroca.
Interior
En el siglo XVII su retablo renacentista, dedicado a San Julián y Santa Basilia, fue vendido al pueblo de Sáseta.

## Curiosidades
- Benito Pérez Galdós menciona, en sus famosos Episodios Nacionales la importancia estratégica que tuvo este convento durante las Guerras Carlistas y, precisamente, como fruto de aquellas contiendas – una auténtica guerra civil en el País Vasco-Navarro – y las leyes posteriores que se promulgaron con objeto de eliminar los vestigios del absolutismo, la desamortización de Juan Álvarez de Mendizabal, en 1835, obligó a que el convento cerrara sus puertas.
- Escena inicial de la película Errementari (2018, dirigida por Paul Urkijo).[14]